# Siebel Si 202
Le Siebel Si 202, surnommé Hummel (bourdon), est un avion allemand d'entraînement et de tourisme de l'entre-deux-guerres, qui a servi comme avion de liaison pour la Luftwaffe pendant la Seconde Guerre mondiale.